# Aeroportul Kuito
Aeroportul Kuito (IATA: SVP, ICAO: FNKU) este un aeroport din Angola ce deservește zona Kuito. A fost numit după zona deservită.
Situat la o altitudine de 1.712 m, aeroportul dispune de o singură pistă.